# Ширенин, Георгий Дмитриевич
Георгий Дмитриевич Шире́нин (1907—1945) — советский конструктор миномётов. Лауреат Сталинской премии первой степени.

## Биография
Родился 14 (27 августа) 1907 года в Санкт-Петербурге. Окончил ФЗУ имени Ленсовета в Ленинграде (1927 год) по специальности ученик-чертёжник.
Работал в Ленинграде чертёжником и конструктором на заводе «Промет» (1927 − 1936), ведущим конструктором на заводе № 7 (1936—1940 годы), ведущим конструктором НИИ-13 (1940 − 1942 годы) (с 1941 года в эвакуации в Молотов).
В 1942—1945 годах начальник группы СКБ Наркомата вооружений (Коломна).
Участник создания советских миномётов калибров 82, 120, 160, 240 мм, морских бомбомётных установок БМБ-1 и БМБ-2. Один из создателей упрощенного 120-мм миномёта образца 1941 года. Автор многих оригинальных конструкторских решений.
Умер 10 августа 1945 года в Коломне (Московская область).

## Награды и премии
- Сталинская премия I степени (10 апреля 1942) — за разработку конструкций миномётов